# Крылов, Фёдор Гаврилович
Фёдор Гаврилович Крыло́в (20 апреля 1922, Пушкино — 10 июля 1944, Косино Логойского района Минской области Белорусской ССР) — автоматчик 13-й пограничной заставы 3-го батальона 217-го пограничного полка войск НКВД 3-го Белорусского фронта, ефрейтор. Герой Советского Союза.

## Биография
Фёдор Гаврилович Крылов родился 20 апреля 1922 года в деревне Пушкино в семье крестьянина. После окончания четырёх классов начальной школы работал в колхозе.
В сентябре 1941 года был призван в пограничные войска НКВД СССР, службу проходил на южной границе СССР. В 1943 году был направлен на фронт в качестве снайпера. На счету Ф. Г. Крылова — 25 гитлеровских солдат. После ранения вернулся в действующую армию.
В мае 1944 года переведен в сформированный 217-й пограничный полк войск НКВД СССР в составе Управления войск НКВД СССР по охране тыла 3-го Белорусского фронта под командованием подполковника В. Д. Сребницкого. В период с 3 по 11 июля 1944 года полк принимал участие в боях у деревни Косино Логойского района Минской области Белорусской ССР против крупных сил противника, пытавшихся вырваться из Минского котла.
В ходе боя 10 июля 1944 года ефрейтор Ф. Г. Крылов получил приказ уничтожить пулемёт противника, который мешал продвижению советских войск. Подобравшись вплотную, он уничтожил пулемётную точку гранатой, но сам погиб.
Указом Президиума Верховного Совета СССР от 24 марта 1945 года за образцовое выполнение боевых заданий командования и проявленные при этом мужество и героизм ефрейтору Фёдору Гавриловичу Крылову посмертно присвоено звание Героя Советского Союза.

## Награды
- Герой Советского Союза (посмертно)
- Орден Ленина

## Память
- Именем Ф. Г. Крылова названы улицы в Омске, посёлках Крутинка, Логойск
- Имя героя было присвоено школе в деревне Пушкино
- В деревне Пушкино установлен бюст
- В районном центре Крутинка установлен бюст
- Погранзаставе «Бенякони» 18-го пограничного отряда органов пограничной службы в Гродненской области Белоруссии присвоено имя Ф. Г. Крылова[2]